# 丸茂藤平
丸茂藤平（まるも とうへい、1882年3月25日—1956年），日本长野县人。日本政治人物，日本统治时期大连市市长。

## 生平
1908年，丸茂藤平毕业于京都大学法科。历任鹿儿岛、爱知县、京都等县府警察部长，千叶县内务部长，内务省监察官，岩手县知事，台湾总督府交通局总长等职务。1930年，丸茂藤平任日本丰桥市市长。1935年至1939年，丸茂藤平任第七任大连市市长。此后，他曾任日本兴亚院华北联络部嘱托、华北政务委员会顾问。

## 榮譽
- 1930年（昭和5年）12月5日 - 帝都復興記念章[4]